# Holger Baitinger
Holger Baitinger (* 14. März 1965 in Stuttgart) ist ein deutscher Prähistorischer Archäologe.

## Leben
Von 1985 bis 1987 studierte er Vor- und Frühgeschichte, Alte Geschichte und Klassische Archäologie an der Universität Tübingen und von 1987 bis 1991 die Fächer Vor- und Frühgeschichte, Provinzialrömische Archäologie und Alte Geschichte an der Universität München (1991 Magister Artium). Nach der Promotion 1995 bei Georg Kossack in München erhielt er für 1995/96 das Reisestipendium des Deutschen Archäologischen Instituts und war anschließend bis 1999 Mitarbeiter der der Olympiagrabung zur Bearbeitung der Angriffswaffen aus dem Zeusheiligtum von Olympia. 2000 bis 2002 war er Kurator der Hessischen Landesausstellung „Das Rätsel der Kelten vom Glauberg“. Von 2004 bis 2008 wissenschaftlicher Mitarbeiter der Römisch-Germanischen Kommission in Frankfurt im Teilprojekt des DFG-Schwerpunktprogramms „Frühe Zentralisierungs- und Urbanisierungsprozesse“. Nach einem Forschungsstipendium dort 2011 wurde er 2012 wissenschaftlicher Mitarbeiter am Römisch-Germanischen Zentralmuseum (seit 2023 LEIZA) in Mainz. 2016 habilitierte er sich an der Universität Frankfurt und wurde dort 2022 zum außerplanmäßigen Professor ernannt.
Seine Arbeits- und Forschungsgebiete sind die Hallstatt- und Frühlatènezeit in Mitteleuropa, Heiligtümer im antiken Griechenland, griechische Kolonisation und Eisenzeit auf Sizilien und archäologische Forschung in der NS-Zeit.

## Publikationen (Auswahl)
- Die Hallstattzeit im Nordosten Baden-Württembergs. Theiss, Stuttgart 1999, ISBN 978-3-8062-1427-7 (Dissertation).
- Die Angriffswaffen aus Olympia (= Olympische Forschungen Bd. 29). De Gruyter, Berlin 2001.
- mit Bernhard Pinsker (Hrsg.): Das Rätsel der Kelten vom Glauberg: Glaube – Mythos – Wirklichkeit. Ausstellung des Landes Hessen in der Schirn-Kunsthalle Frankfurt, 24. Mai bis 1. September 2002. Theiss, Stuttgart 2002
- mit Thomas Völling: Werkzeug und Gerät aus Olympia (= Olympische Forschungen Bd. 32). De Gruyter, Berlin 2007.
- Der Glauberg – ein Fürstensitz der Späthallstatt-/Frühlatènezeit in Hessen (= Materialien zur Vor- und Frühgeschichte von Hessen 26 = Glaubergstudien 1). Landesamt für Denkmalpflege Hessen, Wiesbaden 2010.
- Waffenweihungen in griechischen Heiligtümern (= Monographien des Römisch-Germanischen Zentralmuseums 94). Verlag des Römisch-Germanischen Zentralmuseums, Mainz 2011, ISBN 978-3-88467-174-0 (Digitalisat).
- mit Evelyn Alvarez-Dossmann: Die Metallfunde aus Selinunt. Der Fundstoff aus den Grabungen des Deutschen Archäologischen Instituts auf der Agora (= Selinus V). Reichert, Wiesbaden 2016.